# Gottlieb Wilhelm Geyser
Gottlieb Wilhelm Geyser (* 14. August 1789 in Eutritzsch bei Leipzig; † 6. August 1865 ebenda) war ein deutscher Maler, Illustrator und Kunstschriftsteller.

## Leben
Gottlieb Wilhelm Geyser war ein Sohn des Malers und Kupferstechers Christian Gottlieb Geyser (1742–1803) und seiner zweiten Frau Wilhelmine (1755–1813), einer Tochter von Adam Friedrich Oeser.
1815 studierte er an der Münchner Akademie Malerei. Seit 1824 war er als Maler in Leipzig tätig, seit 1830 als Zeichenlehrer an der Leipziger Bürgerschule.

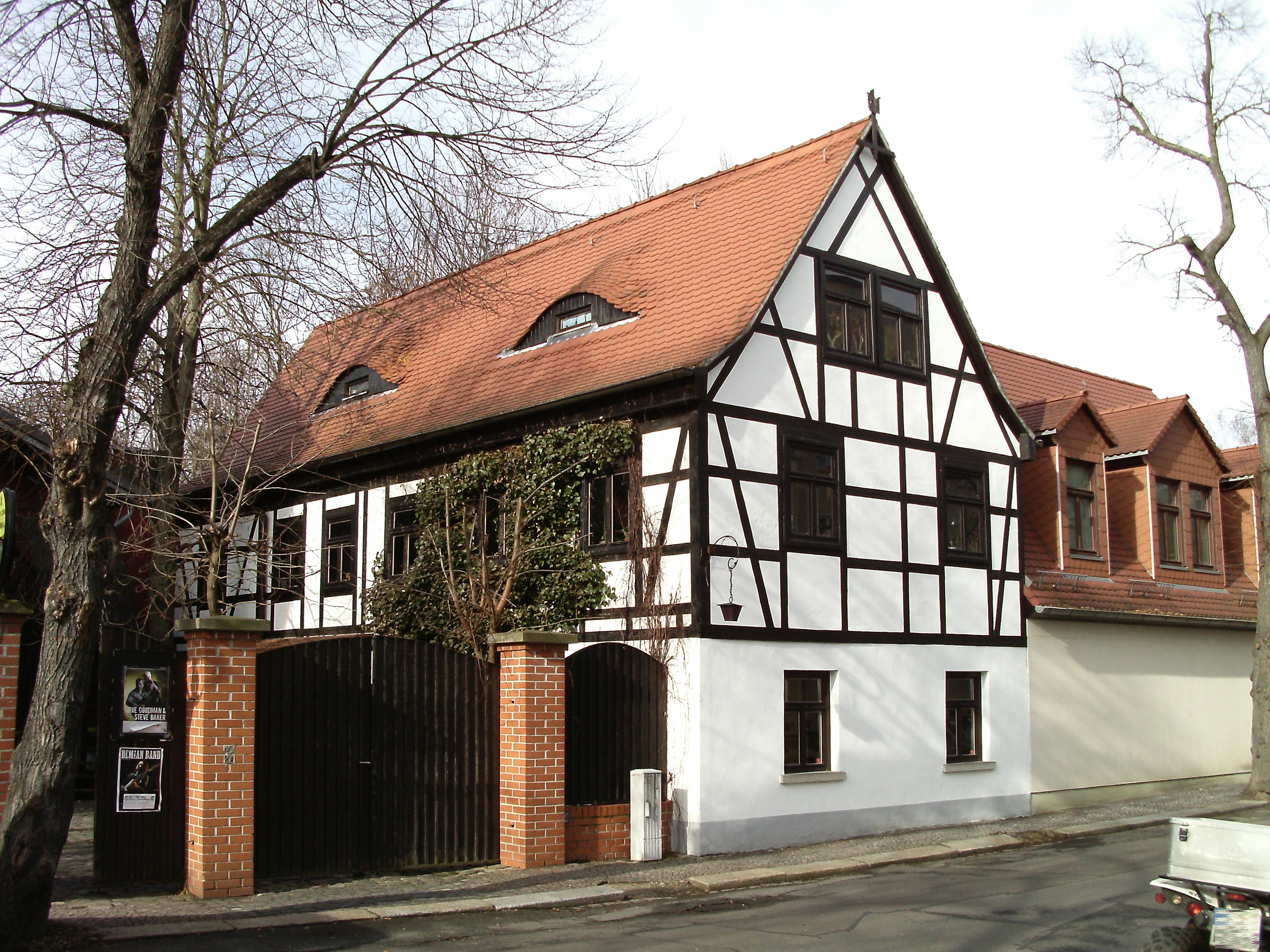
Das GeyserHaus (2012)

Er ließ sich 1843 in dem von seinem Vater 1789 erworbenen und 1792 bezogenen Landgut in Eutritzsch bei Leipzig (Gräfestraße 25) nieder und erbaute ein Atelier. Das Gebäude dient heute unter dem Namen GeyserHaus als soziokulturelles Zentrum.
Er wirkte bei Ludwig Puttrichs „Denkmale der Baukunst des Mittelalters in Sachsen“ (Leipzig 1836–1852) mit, wobei er insbesondere die Vorzeichnungen zu zahlreichen der Lithographien erstellte. Von eigener wissenschaftlicher Arbeit zeugt seine „Geschichte der Malerei in Leipzig“.
Verheiratet war er mit Dorothea, geb. Boerner, sein Schwager war der Maler und Kunsthändler Carl Gustav Boerner.

## Schriften
- Geschichte der Malerei in Leipzig. In: Archiv für die zeichnenden Künste 3, 1857, S. 60–155 (Digitalisat).
- Geschichte der Malerei in Leipzig von frühester Zeit bis zu dem Jahre 1813: nebst alphabetischem Künstlerverzeichniss. Leipzig 1858 (Digitalisat)
- Leipziger Künstler-Album. Erstes Heft. Mit einer Historischen Einleitung, die Kunstzustände Leipzigs überhaupt und Biographische Künstlernachrichten die vorliegenden Blätter betreffend. Rudolph Weigel, Leipzig 1858.[2]